# Stenops
Stenops là một chi thực vật có hoa trong họ Cúc (Asteraceae).

## Loài
Chi Stenops gồm các loài: